# КПСС (песня)
«КПСС» — эстрадное музыкальное произведение в жанре авторской песни с элементами социально-политического протеста, созданное Игорем Тальковым в 1990 году. Представляло собой политический памфлет музыканта против правящей (до августа 1991 года) Коммунистической партии Советского Союза. Получило известность после исполнения Игорем Тальковым и группой «Спасательный круг» с 1990 года на концертных площадках Советского Союза и в рамках музыкального спектакля «Суд» (1991), а также после выхода студийного варианта песни в 1991 году в релизе «Россия».

## История создания
Песня «КПСС» была написана Игорем Тальковым предположительно в 1990 году. Она исполнялась на концертах музыканта, а весной 1991 года вошла в программу музыкального спектакля «Суд».
Сам автор в интервью и выступлениях октября 1991 года признавался, что песня «КПСС» на тот момент времени уже являлась безнадёжно устаревшей частью его политического материала и представляла собой «историческую реликвию». Певец планировал издать песню «КПСС» на своей пластинке, презентация которой была намечена на ноябрь-декабрь 1991 года.
Песня «КПСС» впервые была издана на пластинке с названием «Россия» уже после гибели Игоря Талькова в конце 1991 года фирмой «Мелодия».
Каламбур «КПСС — СС», использованный Тальковым в песне, получил широкое распространение в разговорной речи в начале 1990-х годов.

## Мнения
Исследователь песенной поэзии Игоря Талькова, доктор филологических наук Илья Ничипоров написал об этом произведении Талькова: «в стихотворении „КПСС“ трагическая двойственность происходящих в общественной жизни процессов („коммуняки покидают трон, сближаются с народом и каются“) предстает в развернутом образе сердца России — Красной площади, в символике которой (звезды — купола — мавзолей) поэт улавливает мистическое отражение гибельных противоречий национального характера».
Журналист Игорь Терентьев написал в 2004 году:

Публика ждала его в основном с «Чистыми прудами». Но на концертах зрителей ждал сюрприз; Тальков — это не только песенная лирика, Игорь пел о «мертвеце в гранитном доме», о КПСС — СС, и зрители ликовали. На их глазах родился новый Высоцкий! Тальков громко, открыто и дерзко пел о том, о чём они сами думали, но предпочитали молчать. Стадионы взрывались овациями. Его часами не отпускали со сцены. Слава о нём разлетелась повсеместно, причем без помощи радио и телевидения.

Профессор и священник Александр Половинкин во время выступления на одной из международных конференций высказал мнение в своих тезисах, что коммунистическая партия, являясь порождением «массового зла в России», в стихотворении Талькова «КПСС» сравнена «с жестоким террористическим аппаратом фашистской Германии».
Михаил Крыжановский, бывший в 1983—1992 гг. сотрудником разведки КГБ СССР, затем СБУ, а после этого выехавший в США, в 2010 году высказал версию о том, что «после хита о „звере КПСС-СС“» участь Игоря Талькова «была предрешена», так как он «был реально опасен для агонизирующей горбачевской перестроечной власти».
Однако данная версия является спорной, принимая во внимание политическую ситуацию в стране на момент гибели певца: КПСС перестала быть правящей партией и фактически развалилась из-за приостановления деятельности российскими властями, о чём говорил сам Тальков на своем последнем концерте в Гжеле (официально была запрещена ровно через месяц после гибели Талькова); КГБ СССР подвергалось «чистке» из-за выступления ГКЧП и поэтому, как полагает журналист Тамара Мартынова, органам госбезопасности «было не до певцов с их остросоциальными песнями». Горбачев реальной властью уже не обладал.

## Издания
Кроме оригинальной пластинки «Россия» (1991), песня «КПСС» издавалась в нескольких вариантах исполнения в ряде посмертных изданий Талькова:
- В студийных альбомах: «Я вернусь» (1993), «Родина моя» (2001) и др.
- В концертных альбомах: «Концерт 23 февраля 1991 года в Лужниках» (1993), «Последний концерт» (1996), «Суд» (2001) и др.